# Державний музей Історії Узбекистану
Державний музей Історії Узбекистану (узб. O‘zbekiston tarixi davlat muzeyi; за СРСР Музей історії народів Узбекистану) — державний історичний музей у столиці Узбекистану місті Ташкенті, головне і найбільше зібрання пам'яток історії країни; найстаріший узбецький музей, значний сучасний культурний осередок.

## Загальні дані
Державний музей Історії Узбекистану Академії наук Республіки Узбекистан міститься в сучасній оригінальній будівлі, й розташований за адресою: 
проспект Рашидова, буд. 3, м. Ташкент—700029 (Узбекистан).
Сучасна будівля музею була спеціально зведена за проектом Є. Розанова в 1970 році для Ташкентського філіалу Центрального музею В. І. Леніна.
Музейний заклад відкритий для відвідання щодня від 10:00 до 17:00 (без перерви на обід), вихідний день — понеділок.

## З історії та сьогодення музею
Державний музей історії Узбекистану Академії наук Республіки Узбекистан є найбільшим і найстарішим науково-освітнім закладом Центральної Азії з більш ніж 120-річною історією.
Свою історію музей веде від діяльності Ташкентського публічного музею, що був створений у 1876 році.
За перших років існування СРСР музей діяв Народний Музей Туркестану, по ІІ Світовій війні — як Музей історії народів Узбекистану. Новочасний державний історичний музей був створений на основі його експозиції вже за незалежності країни — у 1992 році.
У 1990-ті музей зайняв будівлю колишнього Ташкентського філіалу Центрального музею В. І. Леніна.
У 2001 році в Державному музеї Історії Узбекистану була сторена стаціонарна експозиція, що висвітлює історію народів Узбекистану від давнини до сьогодення.
Нині (2000-ні) музей є значним освітньо-науковим, методичним і культурним осередком Ташкента й Узбекистану, що організовує своїми силами та бере участь у багатьох культурних заходах у країні.

## З експозиції
У Державному музеї Історії Узбекистану зберігаються унікальні пам'ятки археології, нумізматики, етнографії, архівні матеріали, що нараховують понад 250 тисяч одиниць.
Після здобуття Республікою Узбекистан незалежності була створена нова експозиція, що увібрала в себе новітні дослідження та досягнення історичної науки від кам'яної доби до наших днів.
Музейна експозиція має 9 розділів:
- Територія Узбекистану в кам'яну добу (1,5 млн років до н.е. - V тис. до н.е.);
- Територія Узбекистану в епоху бронзи (III – II тис. до н.е.);
- Становлення і розвиток державності на території Узбекистану (I тис. до н.е. – IV ст. н.е.);
- Державні утворення на території Узбекистану в V – VIII ст.ст. н.е.;
- Розвиток науки і культури у IX – XII ст.ст.;
- Ренесанс доби Аміра Тимура і Тимуридів (XIV – XV ст.ст.);
- Ханства Узбекистану у XVI-XIX ст.ст.;
- Узбекистан у XIX – XX ст.ст.;
- Незалежний Узбекистан.

Представлені в експозиції експонати свідчать про те, що Узбекистан був одним з найдавніших осередків цивілізації Сходу. Музей володіє також рідкісними архівними матеріалами, рукописами, історичними документами, фотоматеріалами і т.д., що відображають найважливіші етапи історії узбецького народу.
Унікальні зразки скульптури, живопису, керамічного, бронзоливарної, скляного виробництва, похоронного культу дають можливість оцінити історію світоглядних ідей, релігійних та естетичних уявлень різних періодів.
Особливий інтерес викликають експонати, що відносяться до епохи Темурідов. Вони ілюструють надзвичайний розквіт середньовічної цивілізації: науки, поезії, архітектури, ремесел, книжкової мініатюри.
Боротьба народів Узбекистану за свою незалежність пронизує всю вітчизняну історію, що знаходить своє відображення в характері експозиції музею. Найбільш яскраво це відображено в матеріалах, присвячених періоду Незалежності країни.
Виникнення і формування найдавнішої державності яскраво ілюструють зразки ремесел, грошового обігу та писемності.
Матеріально-художня культура Узбекистану представлена в експозиції шедеврами народного ужиткового і професійного образотворчого мистецтва. Це кераміка, вироби з бронзи, прикраси, предмети культу (оссуарії, копія Авести та ін.), багатий етнографічний матеріал, зразки творчості сучасних узбецьких майстрів тощо.
Чимало експонатів музею історії Узбекистану мають всесвітню популярність — зокрема, статуя Будди, що датується I століттям н.е., яка була знайдена в Сурхандар'їнському вілояті.
У науковій бібліотеці музею зберігаються унікальні стародавні фоліанти і тисячі книг, часописів, газетних підшивок. Музей постійно видає історичні книги, монографії, збірки статей, каталоги експонатів, альбоми та методичні посібники для навчальних закладів.
Також при музеї діє сувенірний магазин, в якому можна придбати твори традиційного мистецтва Узбекистану — мініатюри, килими, вироби з кераміки, національні тканини, іграшки тощо.

## Виноски
1. ↑  Умаров У. У. Ташкент // Українська радянська енциклопедія : у 12 т. / гол. ред. М. П. Бажан ; редкол.: О. К. Антонов та ін. — 2-ге вид. — К. : Головна редакція УРЕ, 1984. — Т. 11, кн. 2 : Українська Радянська Соціалістична Республіка. — 494, [2] с., [36] арк. іл. : іл., табл., портр., карти + 2 арк с., стор. 158
2. ↑  Державний музей історії Узбекистану [Архівовано 13 липня 2011 у Wayback Machine.] на www.afisha.uz («Афіша Ташкента») [Архівовано 10 серпня 2010 у Wayback Machine.] (рос.)
3. ↑  Державний музей Історії Узбекистану на www.tashkent-hotels.com [Архівовано 11 січня 2012 у Wayback Machine.] (рос.)